# 广珠城际铁路
广珠城际铁路是中国广东省一条连接广州市和珠海市/江门市的城际铁路线。
线路全长177.5公里，始于广州南站，途经佛山市顺德区、中山市，正线150公里，终到珠海站；另設江門支線，於中山市小榄站後改经中山市古镇，跨西江，连接江門市新会区的江门站（由中山市小榄站至江门市江门站为26公里），在该站與江湛鐵路貫通。主线另设延长段即珠機城際鐵路，连接珠海站及珠海机场站。

## 简介

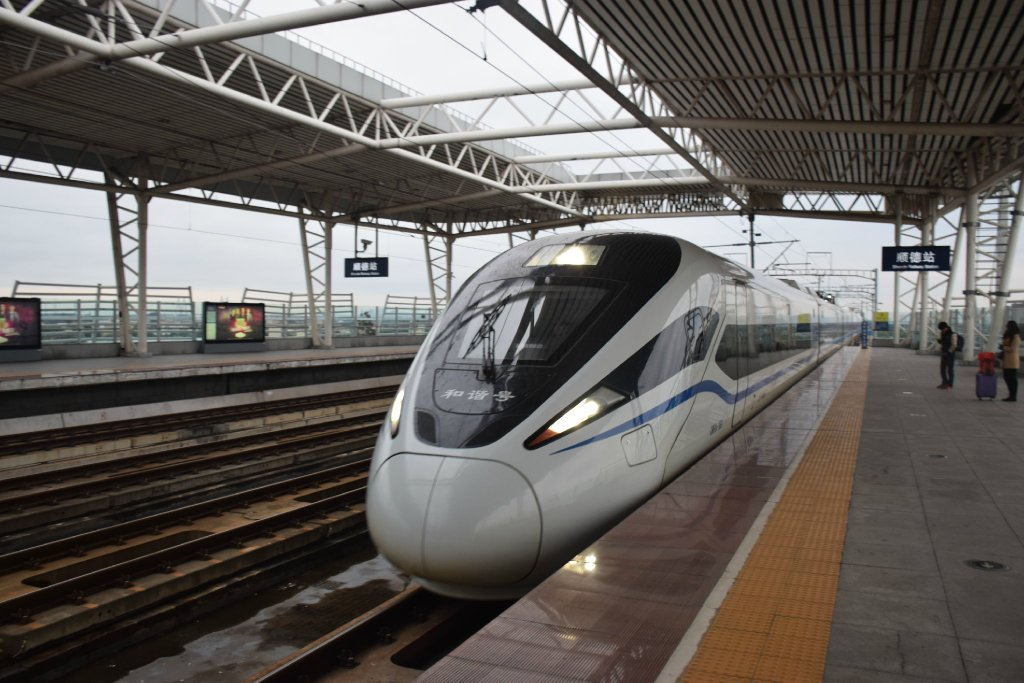
CRH1A-A-1169(CRH1A-NG)在广珠城际铁路。现该车已改配到潮汕动车所。

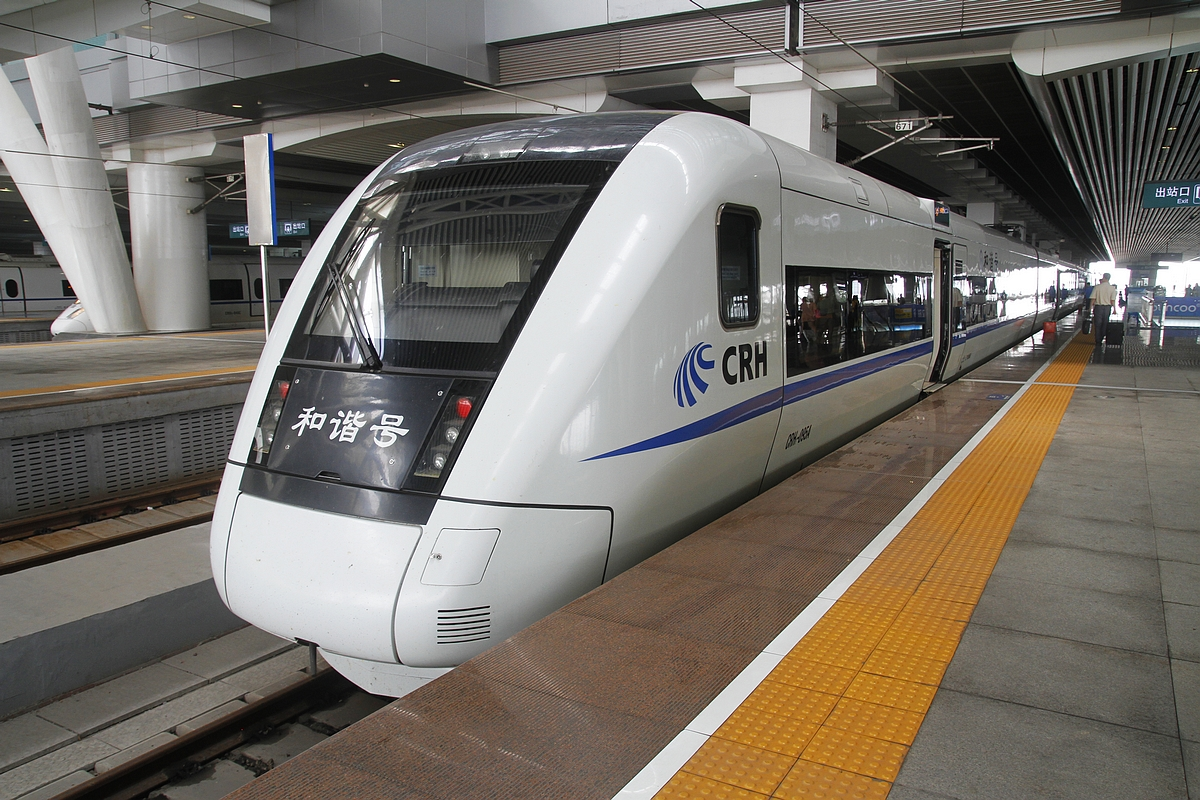
CRH1A停靠在广州南站城际站台

广珠城际铁路全線約177.5公里（包括小榄站至新会站、珠海机场支线），其中97%为高架路段。共設29個站点，全線平均站間距为7.5公里，全线均为双线电气化无砟铁路。除了珠海机场支线为设计时速160公里，其余线路均为设计时速200公里、预留最高时速250公里的高速铁路。
广珠城际铁路广州南站至珠海站、小榄至新会两段线路於2005年12月18日動工興建，珠海北以北线路於2011年1月7日通車。该项目成為珠三角西岸中山、珠海、江門等地區的首條鐵路，令珠江口以西珠三角城市（珠中江三地）納入廣州一小時的生活圈內。2018年7月，江門站動工興建，新會站-江門站線路於2020年11月16日早上通車。
廣珠城軌为客运专线，不設貨運业务。经常会被错误地称为“广珠轻轨”，这是由于媒体缺乏相关专业知识导致的错误宣传。实际上广珠城轨为城际客运系统，与属于市内公交系统的轻轨有本质的区别，其本质属于客运专线及高速铁路范畴。

## 列车
广珠城际铁路過住大多使用CRH1A電力動車組（其中CRH1-167A以及CRH1-168A两列车为向广深铁路公司租借使用的列车，故该辆列车座椅布置与第一批CRH1A一样，均不能调节方向，平时一般运用在广州南-新会的班次。CRH1-169A为新頭型CRH1A，2016年3月臨時配屬三亞動車所，在海南環島高鐵（海南东环铁路、海南西环铁路）試運行），現時則主要改為使用CRH6A型電力動車組（包括200km/h版本運營不停站直達列車和160km/h版本運營站站停通勤列車）。2017年4月起亦开始使用CRH380B型電力動車組行駛跨線列車。
現時廣州南至珠海直達车需時54分鐘；廣州南至江門最快列车需時30分鐘（长途过路车）。廣州南往返珠海北的本线列車使用C76XX（前為D76XX）車次（2017年4月起部分车次恢复使用D字头车次，具体为D7261-D7266次，另新增两组G字头车次，具体为G6333-G6336次），廣州南往返江門的本线列車使用C72XX（前為D77XX、C77XX）車次。
2012年12月18日珠海站移交至广州铁路集团。2012年12月31日，珠海北站至珠海站全线通车。
2020年8月18日，廣珠城軌另一條支線珠機城際軌道開通。新增20對珠海站至珠海長隆站車次。後於同年10月11日新增車次至42對。
2020年11月15日，廣珠城軌江門線延伸至江门站。

## 历史

### 廣州至珠海／澳門鐵路早期規劃
1887年，澳葡政府曾向當時的清朝政府提出，興建澳門至廣州的鐵路計劃，但受到當時的經濟及政治環境影響而未能成事。
1902年，澳葡政府再次向清政府提出，築建由澳門至廣州的鐵路，藉以振興澳門與華的商務關係，9月，中葡雙方商議成立中葡鐵路公司，共同建造廣澳鐵路。10月15日，清外務部复葡國使臣一份照會，申明“許在大西洋國地方（指澳門）欲設之中葡鐵路公司，安造由澳門至廣東省城之鐵路，但所有一切辦法，須另行議立合同辦理”，同意葡修築從澳門經中山到廣州的鐵路，全長120公里。
1904年11月11日，清朝政府與葡萄牙在上海簽訂《廣澳鐵路合同》。合同共31個條款，約3300多字，內容涉及鐵路所有權、管理體制、鐵路用地徵購辦法、人力僱傭與管理、貨運徵稅、鐵路運價、利潤分成、鐵路的使用與安全保護、郵政運載等等。當中規定由中葡兩國商人集股合建，兩國商人各佔一半股份，建成通車起滿50年，即歸還中國所有。
1905年1月20日，清朝鐵路大臣盛宣懷終於與葡萄牙就廣澳鐵路議訂《中葡商辦廣澳鐵路合同條款》，並上奏光緒帝及慈禧太后。惟在兩國商議期間，因葡萄牙局勢動盪而擱置，葡萄牙政府自願註銷原訂合同，加上辛亥革命爆發，廣澳鐵路的修建便告夭折，但葡萄牙其後仍希望能在澳門建成鐵路。

### 正式建設
2004年4月举行的廣珠城際快速軌道交通工程可行性研究審查會初步確定了铁路的線路走向、技術標準及設計方案，并被列入2005年珠海市重大項目。2004年7月14日，在首届泛珠三角区域经贸合作洽谈会上，铁道部和广东省政府签订协议，協議規定鐵道部、廣東省各出資50%，共同投資成立广东珠三角城际轨道交通有限责任公司，負責包括广珠城轨在内的珠三角城际轨道交通线的建设和未来营运。7月29日，该集团正式注册成立。
中国国务院在2005年3月16日审议通过《环渤海京津冀地区、长江三角洲地区、珠江三角洲地区城际轨道交通网规划》，至2005年5月召开的广珠城际轨道交通工程初步设计审查会上，再经调整后的广珠城轨设计方案获得初步确定。新方案中广珠城轨在原线路上作了大幅调整，南段线路（江门以南）选择了“南蓢方案”，铁路從中山翠亨進入珠海，沿港灣大道東側再進入鳳凰山隧道，出隧道後轉入珠海明珠路、港昌路、昌盛路，終點到達珠海市香洲区拱北街道的珠海站。
2005年12月18日，广珠城际轨道交通工程正式全线动工。线路建设采用高架的形式，桥梁段占全线的92.25％。
2010年9月20日，负责施工的中铁三局线桥公司已经完成了主线广州南站——珠海金鼎段的铺轨工程；而支线小榄至新会段的铺轨工程于10月3日零时之前也全部完成。
2010年11月23日，开始进入了为期约一个月的联调联试阶段。12月31日，全线试运营。
2011年1月7日，珠海北站至广州南站及广州南站至新會站支線正式通车。小榄站为两線的换乘站。
2012年9月19日，南頭站正式開通。12月31日，珠海北站段至珠海站段开通，广珠城际主线全线通车。
2013年2月1日，碧江站、順德學院站正式開通。同時新增大快線，初期3班，由珠海到廣州南只需57分鐘。
2015年11月27日，北京西站至广州南站的D923次列车（每周一、五、六、日开行）延长至珠海，次日起套跑珠海至桂林北的D2368/7次列车，广珠城际线由此正式开通跨线旅客列车。但其时澳门居民尚无法使用港澳居民来往内地通行证（俗称“回乡证”）网购或在自动售票机上购买车票，只能在车站人工窗口或代售点购票。截至2017年底，港澳居民均已可使用港澳居民来往内地通行证自助提取网购车票。
2017年1月起，广珠城际线增开3对由珠海站始发的跨省旅客列车，分别是往返贵阳北站的D2808/2827次、往返上海虹桥站的D942/943/942次和D941/944/941次（卧铺动车组列车，每周五、六、日、一开行）和往返长沙南站的G6111/6112次。2017年4月再增開三對跨省列車、一對省內列車，分別由珠海站往返昆明南站（經南寧站）、南寧站和鄭州東站（經武漢站），以及潮汕站（經深圳北站）。
2018年7月1日起，随着深湛铁路江茂段的开通，33对开往茂名站、湛江西站的动车组列车也会途经广珠城际铁路（包括新会支线）运行。同日，贵阳北站往返珠海的D2808/2827次列车终点延长至成都东站，并更改车次为D1842/1841次。
2019年7月27日起，广珠城际铁路开展电子客票应用试点。
2019年10月11日，广珠城际采用新线路列车运行图，原先新会站始发的列车延伸至阳江站始发。
2020年2月19日，因疫情防控需要，广珠城际前山站暂停营运。
2020年8月18日，珠机城际珠海站到珠海长隆站段（即珠機城際一期）開通。。
2020年11月15日，江门站正式开通客运服务，成为广珠城轨江門支线终点站。
2021年8月18日起，广珠城际推出“计次票”和“定期票”。购买计次票的旅客，可于90天内在沿线各车站乘坐20次固定组合车站间的往返列车；购买定期票的旅客，可在30天内在沿线各车站，最多可乘坐60次固定组合车站间的往返列车。旅客可通过12306网站和“铁路12306”手机APP实名购买。
2023年2月16日，随着中国大陆对新冠实施“乙类乙管”，广珠城际前山站恢复运营。
2023年11月15日，广珠城际开行往来珠海站至珠海北站的小交路列车。2024年1月10日，前述小交路列车车次由C字头变更为S字头；同时增加2列，其中10列为站站停列车。
2024年1月10日，翠亨、礼乐、江海三站开通运营，意味着广珠城际铁路所有车站均实现开通。
2025年7月29日，因客流低下导致运营亏损严重，开行不到两年的珠海站至珠海北站的小交路列车全部停运。

## 图集

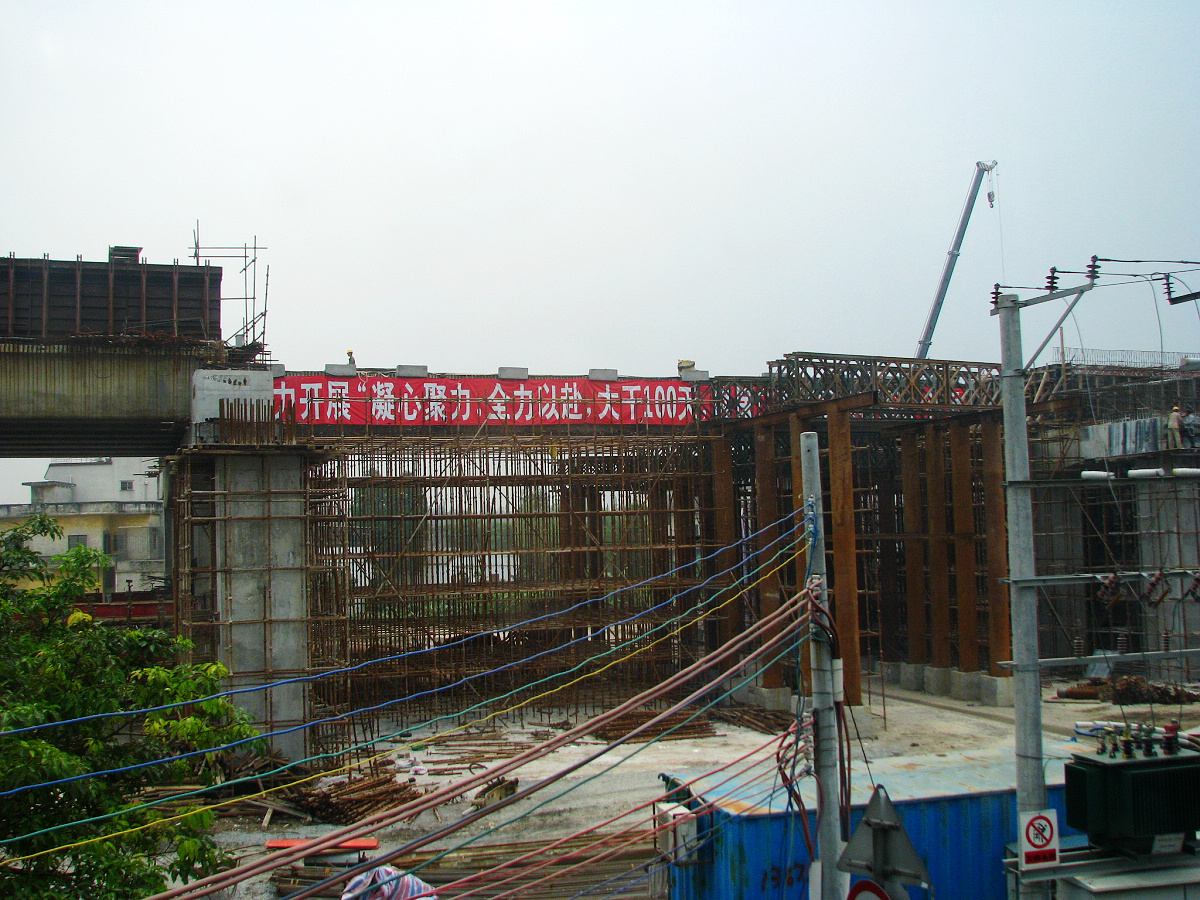
建设中的广珠城际铁路（2010年6月）
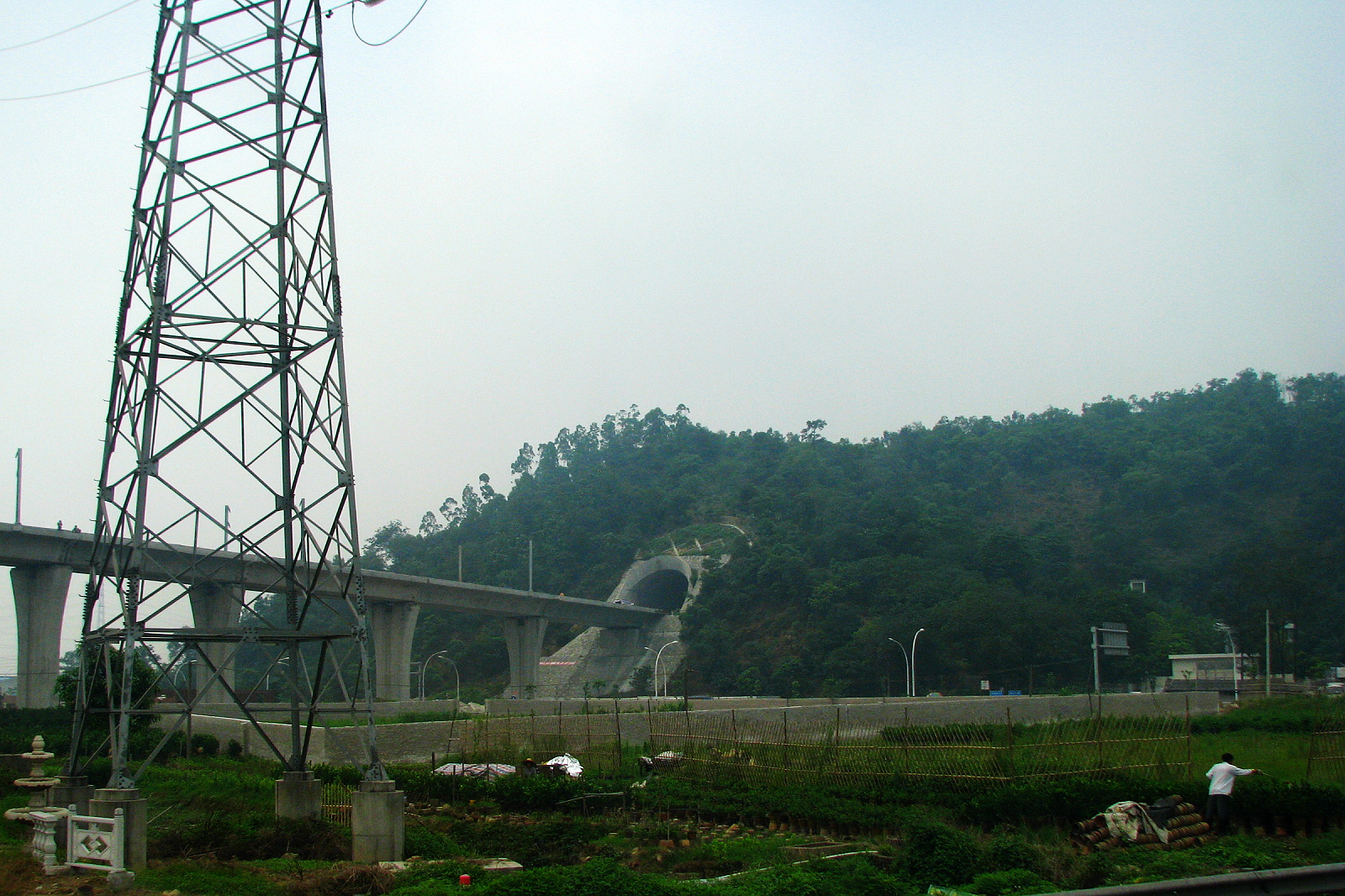
广珠城轨都宁岗隧道，位於順德陳村和北滘交接處，全長325米
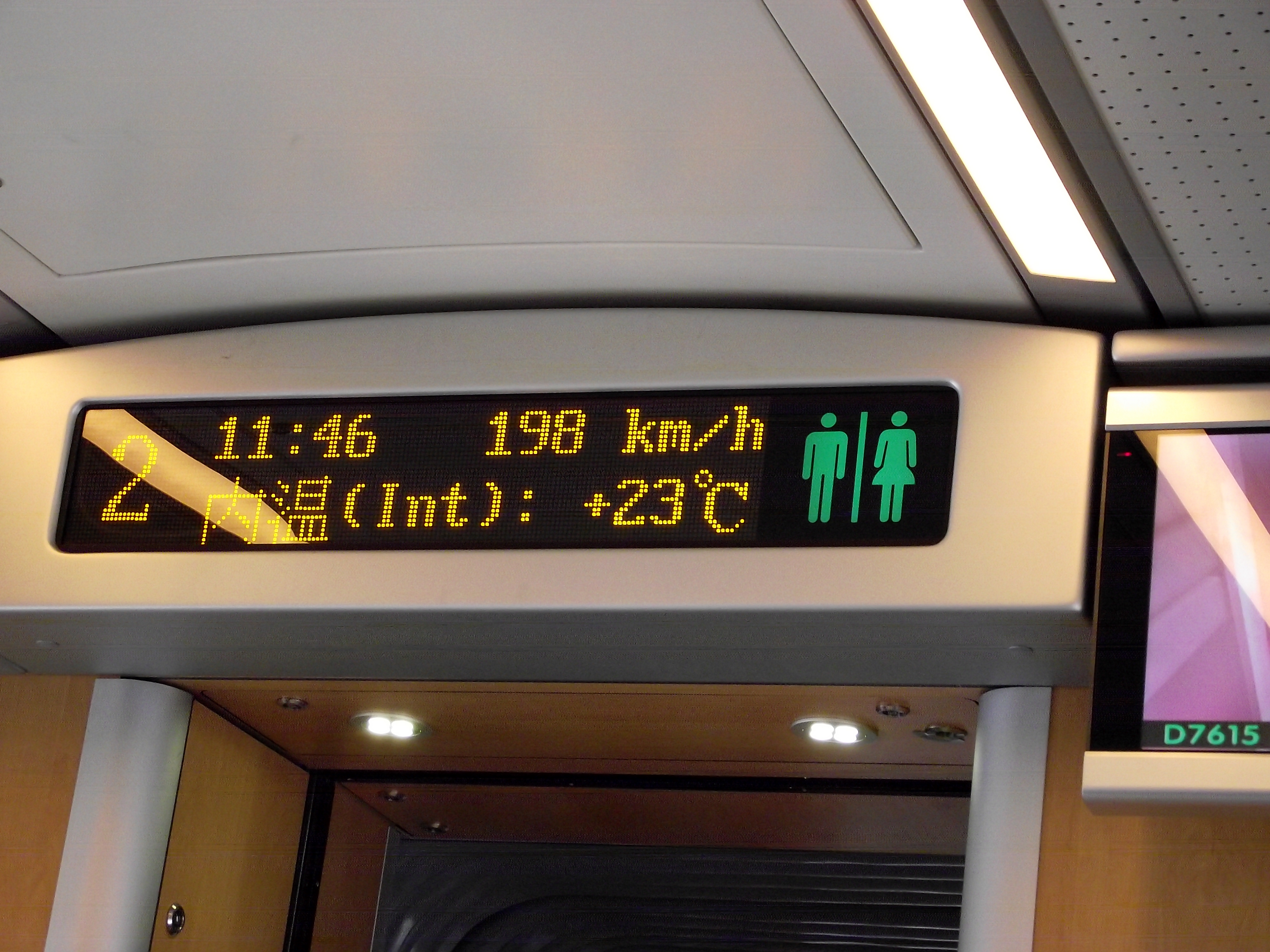
广珠城轨CRH1A型列車駛至接近最高營運時速。
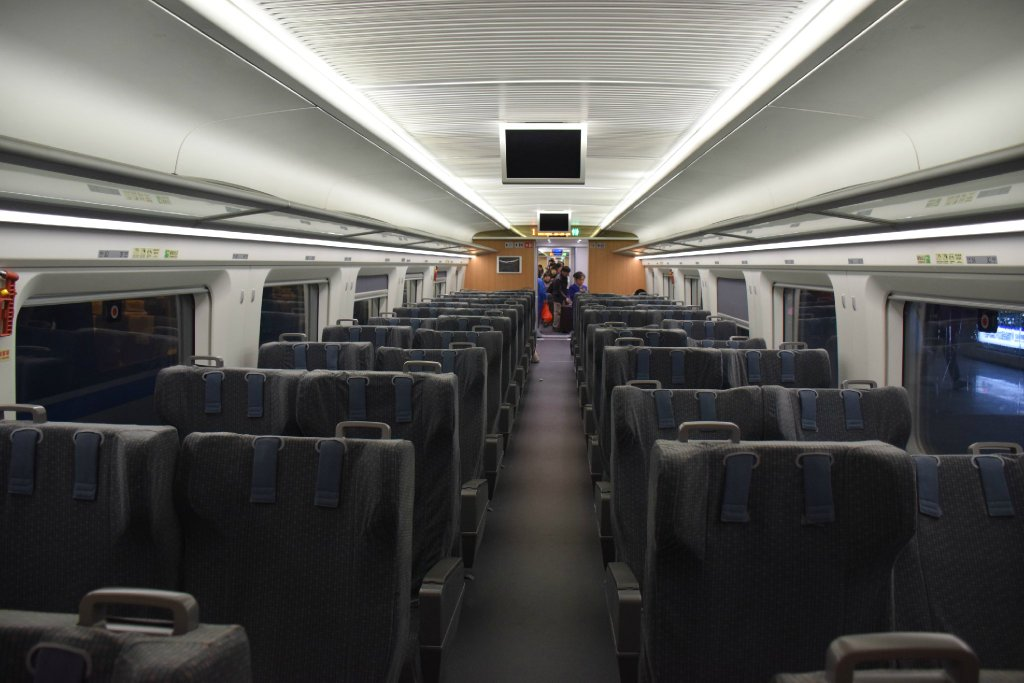
一等座車廂。相比CRH1A，CRH1A-A型車一等座座椅可通過扶手內側功能按鈕來調節椅背，又可以迴轉座椅。
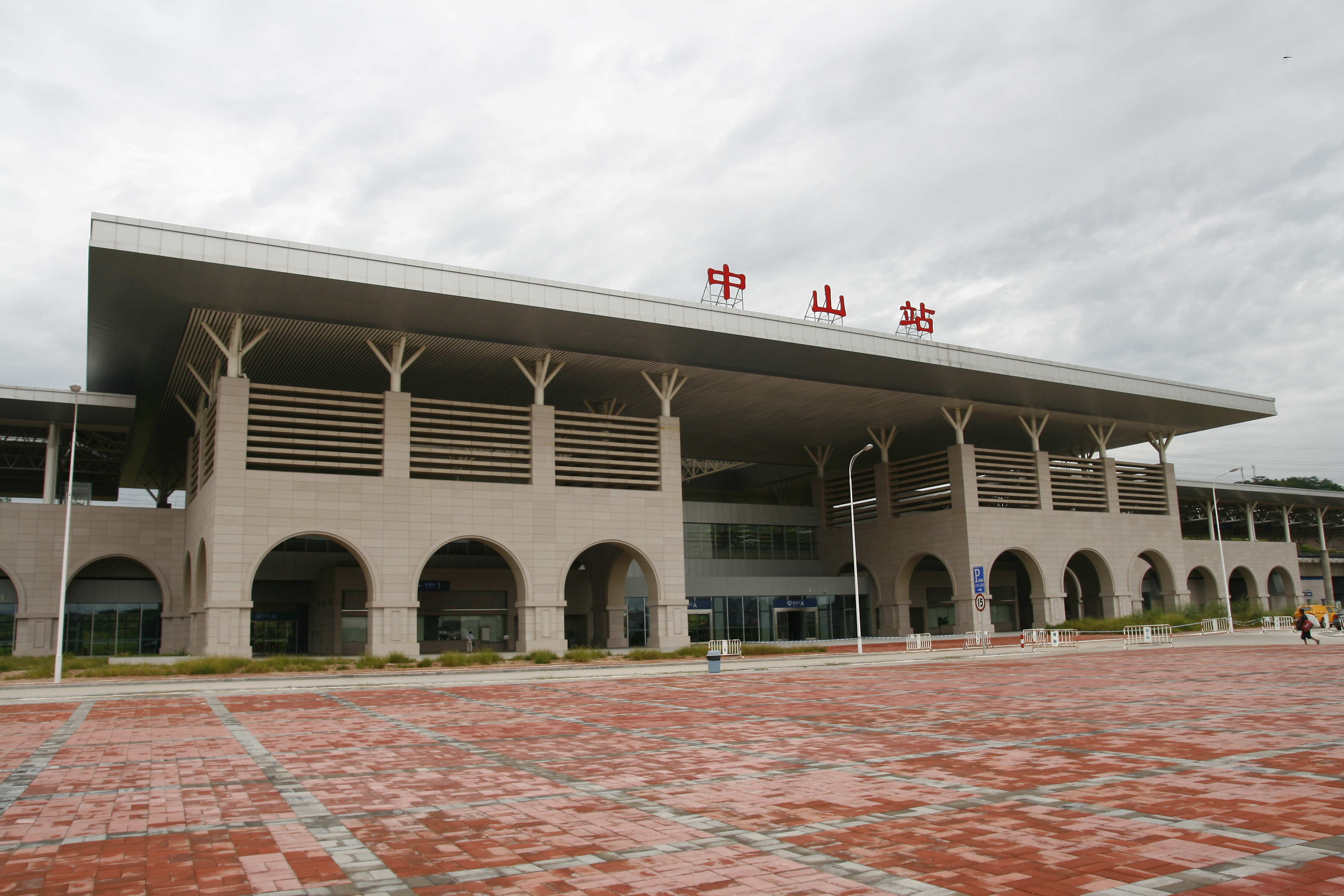
广珠城轨中山站
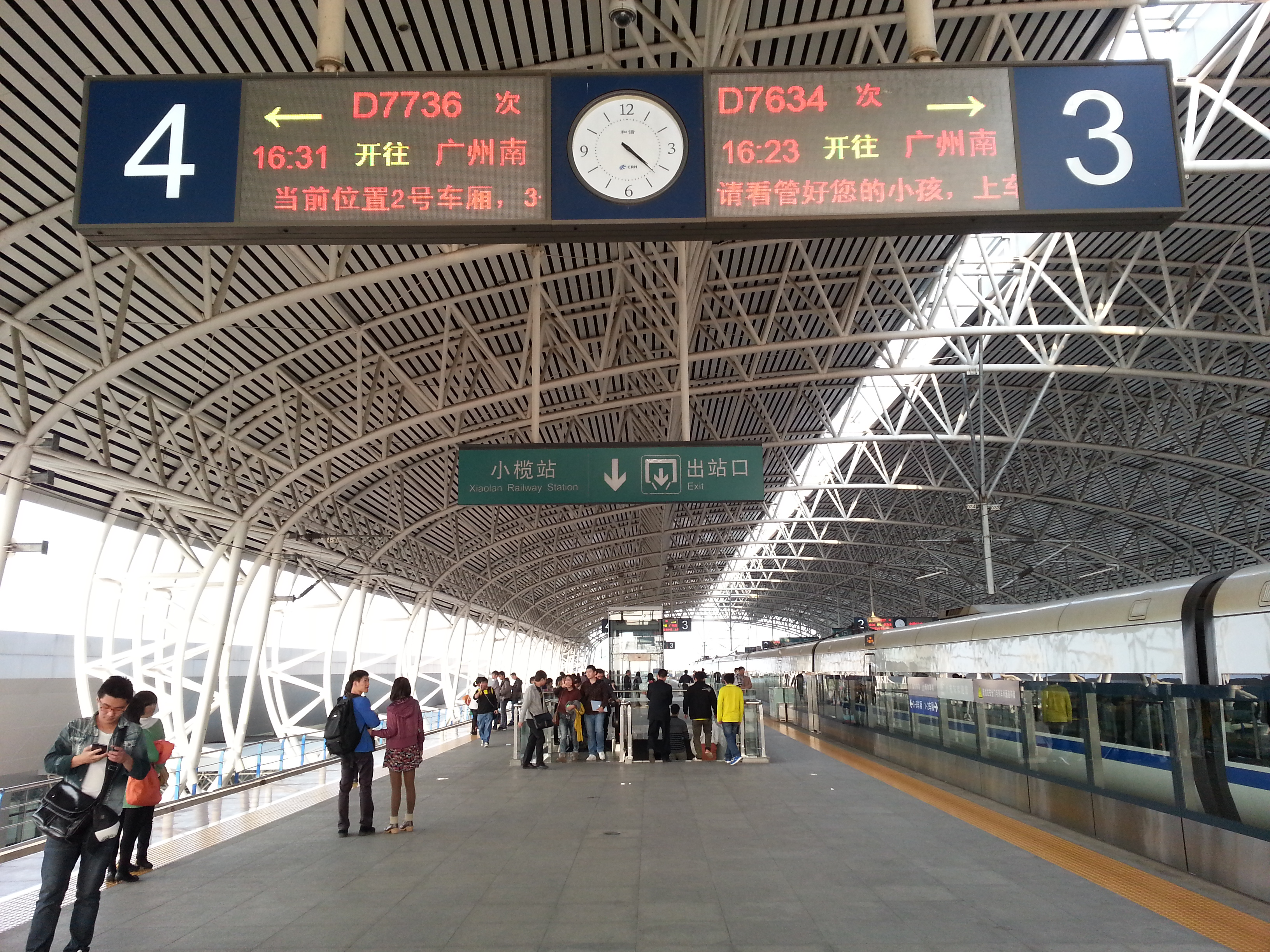
小榄站月台
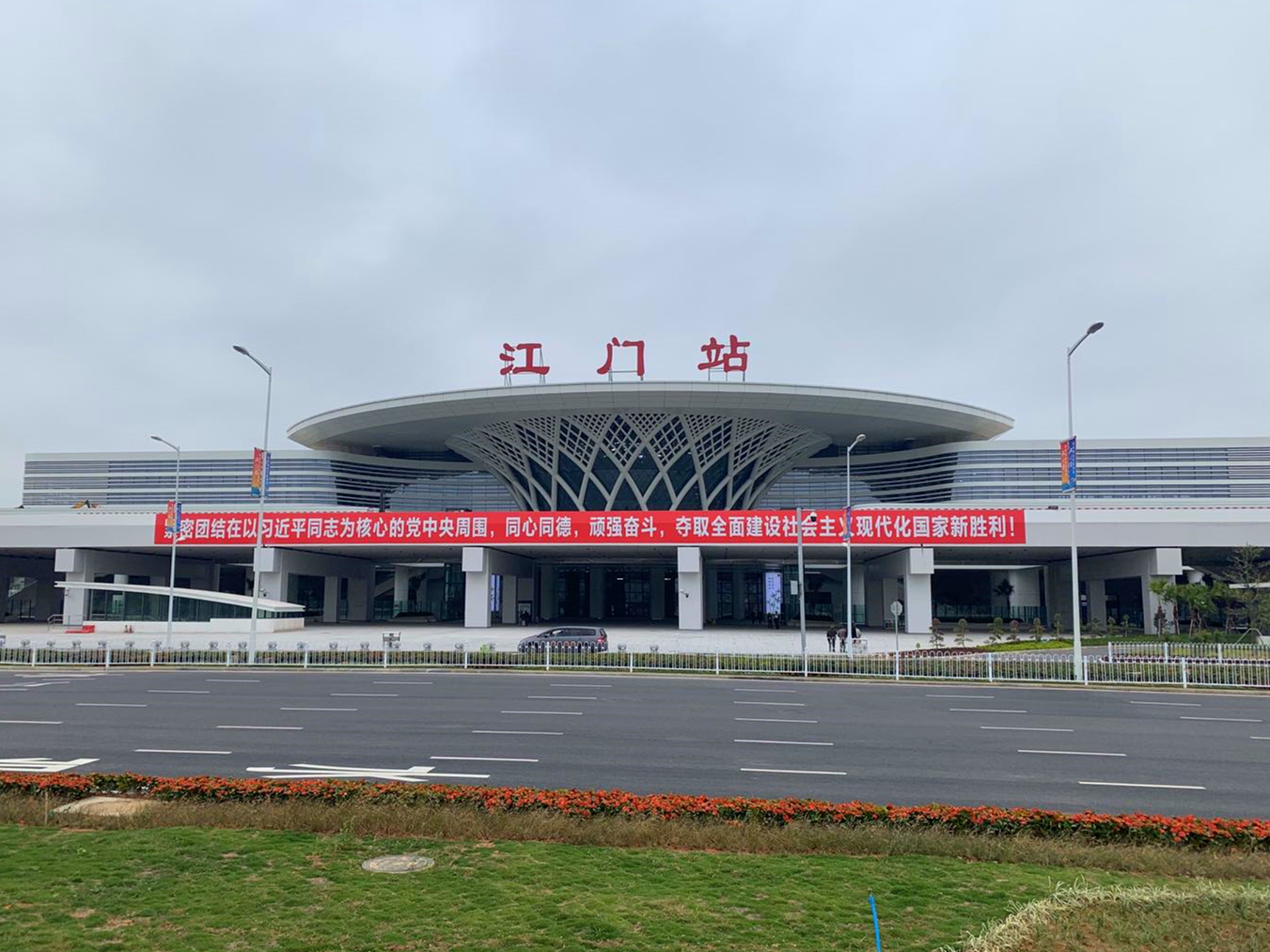
江门站

## 車站一覽
| 车站名称                                                                             | 广州南站起计里程 （公里） | 启用日期       | 车站位置 | 车站位置 | 规模     | 连接铁路 | 城市轨道交通换乘路线                                     |
| ------------------------------------------------------------------------------------ | ------------------------- | -------------- | -------- | -------- | -------- | --- | -------------------------------------------------------- |
| 主线（广州南站－珠海站）                                                             |                           |                |          |          |          | |                                                          |
| 广州南                                                                               | 0                         | 2010年1月30日  | 廣州市   | 番禺區   | 15台28线 | 京广高速铁路 广深港高速铁路 南广铁路 贵广客运专线 番禺站： - 广肇城际铁路 - 广惠城际铁路 - 广州东环城际铁路 | 广州地铁2号线 广州地铁7号线 广州地铁22号线 佛山地铁2号线 |
| 碧江                                                                                 | 5                         | 2013年2月1日   | 佛山市   | 順德區   | 2台2线   | |                                                          |
| 北滘                                                                                 | 11                        | 2011年1月7日   | 佛山市   | 順德區   | 2台2线   | |                                                          |
| 顺德                                                                                 | 15                        | 2011年1月7日   | 佛山市   | 順德區   | 2台4线   | |                                                          |
| 顺德学院                                                                             | 23                        | 2013年2月1日   | 佛山市   | 順德區   | 2台2线   | | 佛山地铁3号线                                            |
| 容桂                                                                                 | 32                        | 2011年1月7日   | 佛山市   | 順德區   | 2台4线   | |                                                          |
| 南頭                                                                                 | 37                        | 2012年9月19日  | 中山市   | 中山市   | 2台2线   | |                                                          |
| 小欖                                                                                 | 45                        | 2011年1月7日   | 中山市   | 中山市   | 2台4线   | 广珠城际江门支线                                                                                            |                                                          |
| 东升                                                                                 | 52                        | 2011年1月7日   | 中山市   | 中山市   | 2台2线   | |                                                          |
| 中山北                                                                               | 64                        | 2011年1月7日   | 中山市   | 中山市   | 2台2线   | 深湛铁路深江段                                                                                              |                                                          |
| 中山                                                                                 | 70                        | 2011年1月7日   | 中山市   | 中山市   | 2台4线   | |                                                          |
| 南朗                                                                                 | 83                        | 2011年1月7日   | 中山市   | 中山市   | 2台2线   | |                                                          |
| 翠亨                                                                                 |                           | 2024年1月10日  | 中山市   | 中山市   | 2台2线   | |                                                          |
| 珠海北                                                                               | 93                        | 2011年1月7日   | 珠海市   | 香洲区   | 2台4线   | |                                                          |
| 唐家湾                                                                               | 97                        | 2012年12月31日 | 珠海市   | 香洲区   | 2台2线   | |                                                          |
| 明珠                                                                                 | 109                       | 2012年12月31日 | 珠海市   | 香洲区   | 2台2线   | |                                                          |
| 前山                                                                                 | 113                       | 2012年12月31日 | 珠海市   | 香洲区   | 2台2线   | |                                                          |
| 珠海                                                                                 | 116                       | 2012年12月31日 | 珠海市   | 香洲区   | 5台8线   | 珠机城际 |                                                          |
| 江门支线（小榄站－江门站）                                                           |                           |                |          |          |          | |                                                          |
| 小欖                                                                                 | 45                        | 2011年1月7日   | 中山市   | 中山市   | 2台4线   | 广珠城际主线                                                                                                |                                                          |
| 古镇                                                                                 | 54                        | 2011年1月7日   | 中山市   | 中山市   | 2台2线   | |                                                          |
| 江海                                                                                 |                           | 2024年1月10日  | 江門市   | 江海区   | 2台2线   | |                                                          |
| 江门东                                                                               | 65                        | 2011年1月7日   | 江門市   | 江海区   | 2台2线   | |                                                          |
| 禮樂                                                                                 |                           | 2024年1月10日  | 江門市   | 江海区   | 2台2线   | |                                                          |
| 新會                                                                                 | 72                        | 2011年1月7日   | 江門市   | 新会区   | 2台4线   | 江恩城际铁路 广佛江珠城际铁路                                                                               |                                                          |
| 江门                                                                                 |                           | 2020年11月15日 | 江門市   | 新会区   | 8台20线  | 广珠铁路 深湛铁路                                                                                           |                                                          |
| - 以斜体标识的车站及线路均未投入服务，当中碧江站和东升站自2020年10月11日起暂停服务。 |                           |                |          |          |          | |                                                          |

### 站内配线与站台形式
| 配线分类 | 2台4面4线              | 2台2面2线                                                                                                | 2台2面4线                |
| 结构图   |                        | |                          |
| 采用站   | 小欖站、中山站、新會站 | 碧江站、北滘站、顺德学院站、南头站、東升站、中山北站、南朗站、唐家湾站、明珠站、前山站、古鎮站、江門东站 | 順德站、容桂站、珠海北站 |

## 票价
广珠城际开通时，每公里定价为0.5元，已超过武广高铁。广珠城际全线开通后再大幅涨价，部分站点涨幅超六成；线路每公里均价约0.598元，已超过当时最贵的广深铁路，被民众戏称为最贵铁路，也有民众向政府部门申请公开调价依据。广东省物价局回应称，线路客流量、运行成本等因素存在不确定性，票价系由广珠城际公司自主制定。

## 列車及車站廣播
2011年4月，广珠城轨在开通後不久即取消了粤语广州话广播，当时不论在车厢亦或车站的广播，都只有普通话和英语，这也与广深动车组列车、广州地铁及巴士、澳门巴士等珠三角城市公共交通服务普遍提供粤语的做法大相径庭。2012年12月31日，廣珠城軌恢復粤语广播（電腦語音合成），取消英文廣播。但广播现仅存粤语报站部分，除此之外并无粤语广播提示。